# جيروم لين
جيروم لين (بالإنجليزية: Jerome Lane)‏ مواليد 4 ديسمبر 1966 في آكرون، هو لاعب كرة سلة أمريكي سابق. بدأ مسيرته الاحترافية في سنة 1988. تم اختياره من قبل فريق دنفر ناغتس خلال الدرافت. يبلغ طوله 6 قدم 6 بوصة (2.0 م). حقق المركز الثاني في دورة الألعاب الأمريكية 1987. اعتزل اللعب في 2000. أحرز خلال مسيرته في الإن بي إيه 1154 نقطة بمعدل 5.3 نقاط في المباراة الواحدة.

## المسيرة الاحترافية
لعب مع دنفر ناغتس من سنة 1988 إلى 1992، ثم لعب مع إنديانا بايسرز في سنة 1992، ثم لعب مع ميلووكي باكز في سنة 1992، ثم لعب مع نادي أوكسيميسا الرياضي في سنة 1992، ثم لعب مع كليفلاند كافالييرز في موسم 1992–1993، ثم لعب مع أوكسيميسا الرياضي في سنة 1992، ثم لعب مع كليفلاند كافالييرز في موسم 1992–1993، ثم لعب مع نادي بلد الوليد في الدوري الإسباني في موسم 1996–1997، ثم لعب مع كانتابريا في موسم 1997–1998.

## الميداليات
| الميدالية | المسابقة                    |
| --------- | --------------------------- |
| فضية      | دورة الألعاب الأمريكية 1987 |

## روابط خارجية
- جيروم لين على موقع إن بي أي (الإنجليزية)
- جيروم لين على موقع سبورتس رفرنس (الإنجليزية)
- جيروم لين على موقع الدوري الإسباني لكرة السلة (الإسبانية)
- جيروم لين على موقع كرة السلة الأوروبية.كوم (الإنجليزية)
- جيروم لين على موقع كلية كرة السلة في سبورتس رفرنس.كوم (الإنجليزية)
- جيروم لين على موقع ريلجم (الإنجليزية)
- جيروم لين على موقع بروبوليرز (الإنجليزية)
- جيروم لين على موقع سبورتس رفرنس (الإنجليزية)